# Peter Sampil
Peter Sampil est un footballeur français né le 22 novembre 1974 à Rambouillet.

## Biographie
Il est finaliste de la Coupe de France en 2001 avec Amiens.
Carrière de joueur
- 1992-1993 : Matra Racing Paris (en Division 3)
- 1993-1995 : Paris SG (en Division 1)
- 1995-1996 : FC Rouen (en National 2)
- 1996-1997 : Pacy-sur-Eure (en National 2)
- 1997-1999 : FC Istres (en National)
- 1999-2000 : AS Beauvais (en National)
- 2000-2002 : Amiens SC (en National et Division 2)
- 2002-2004 : SCO Angers (en National et Division 2)
- 2005-2006 : FC Dieppe (en CFA)
- 2006-2008 : SO Romorantin (en National)
- 2008-2009 : Union sportive la Baule Pouliguen

## Palmarès
- Champion de France National en 2000 avec l'AS Beauvais Oise
- Finaliste de la Coupe de France 2001 avec l'Amiens SC